# Викеке (округ)
Вике́ке́ (тетум Vikeke, порт. Viqueque) — крупнейший округ Восточного Тимора. Расположен в юго-восточной части страны, на берегу Тиморского моря. Граничит с округами Баукау (на севере), Лаутен (на востоке) и Манатуту (на западе). Площадь составляет 1880,39 км². Административный центр — город Викеке.

## Население
По данным на 2010 год население округа составляет 70 036 человек; для сравнения, в 2004 году оно насчитывало 65 245 человек. Средняя плотность населения — 37,25 чел./км². Средний возраст населения — 18,5 лет. В период с 1990 по 2004 годы ежегодный прирост населения составлял в среднем 0,95 %. Коэффициент младенческой смертности варьирует от 85 на 1000 новорождённых в подрайоне Уатукарбау до 143 на 1000 — в подрайоне Лаклута. Для сравнения, средний по стране показатель составляет 98 на 1000 новорождённых. Лакута входит в 8 подрайонов страны с самой высокой младенческой смертностью.
45,0 % населения округа говорят на языке макасаи и 25,8 % говорят на языке тетум как на родном. Распространены также другие местные языки и диалекты. 40,3 % населения владеет языком тетум (включая тех, для кого он является вторым и третьим языком); 38,3 % владеют индонезийским и 12,5 % — португальским. 61,0 % населения неграмотны (66,0 % женщин и 55,8 % мужчин). По данным на 2004 год 94,6 % населения округа — католики; 4,0 % — протестанты; 1,0 % — придерживаются традиционных анимистических верований и 0,3 % — мусульмане.

## Административное деление
В административном отношении подразделяется на 5 подрайонов:
| Подрайон   | Население, чел. (2010) | Площадь, км² |
| ---------- | ---------------------- | ------------ |
| Лаклута    | 5853                   | 416,54       |
| Оссу       | 15 612                 | 427,17       |
| Уату-Лари  | 16 972                 | 294,13       |
| Уатукарбау | 7212                   | 131,66       |
| Викеке     | 24 387                 | 610,90       |

## Экономика
Экономика основывается на сельском хозяйстве, основными продуктами которого являются: маниок, кукуруза, кофе, кокосовые орехи и др. Развито животноводство. На побережье имеет место рыболовство.

## Галерея

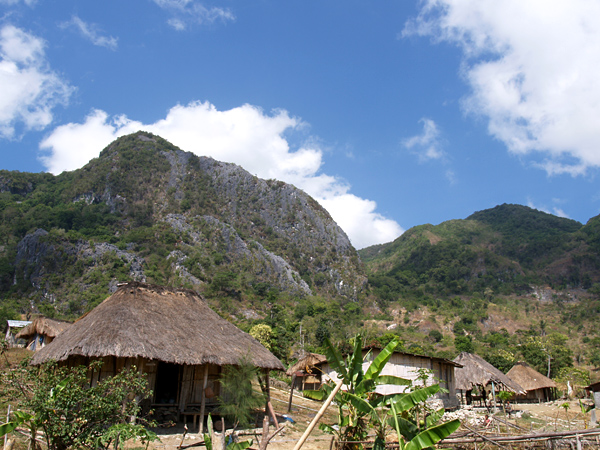
Деревня близ гор
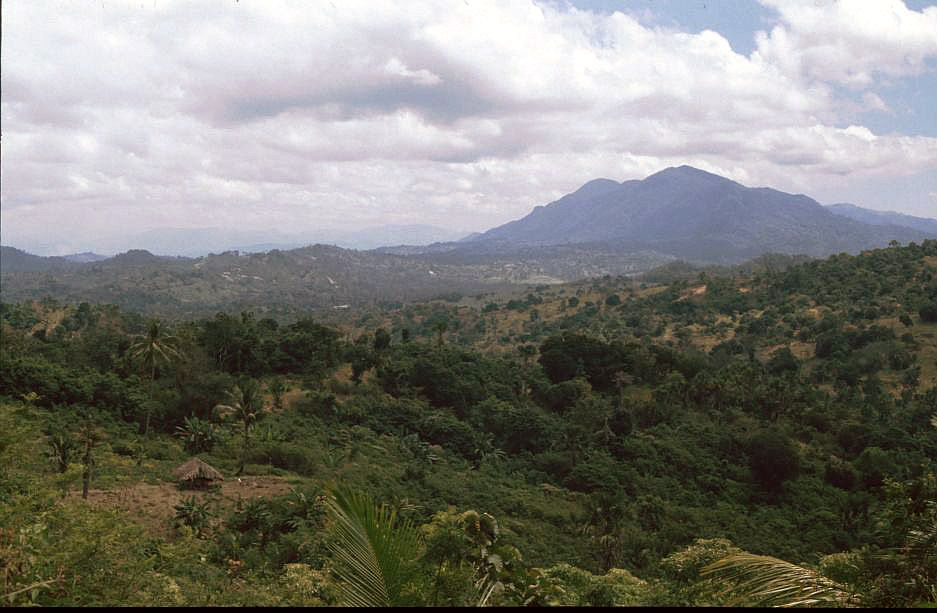
Лесистый пейзаж
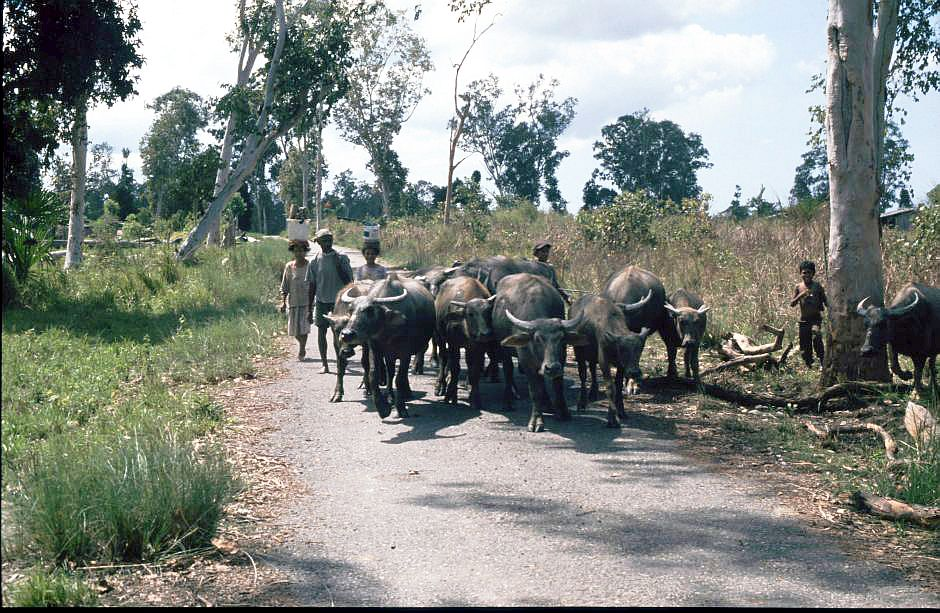
Буйволы на дороге